# 安多加河
59°11′38″N 37°23′11″E / 59.19389°N 37.38639°E
安多加河（俄语：Андога），是俄羅斯的河流，位於該國西北部沃洛格達州，屬於蘇達河的左支流，流經別洛澤爾斯克區、卡杜伊區和切列波韋茨區，河道全長142公里，流域面積3,760平方公里。